# Koloniaal Museum
Het Koloniaal Museum was een volkenkundig museum in Haarlem. 
Het museum werd in 1864 opgericht door Frederik Willem van Eeden en kreeg in 1871 onderdak in Paviljoen Welgelegen. Na de opening kreeg het een schenking van Gaspard van Breugel van zijn plantage uit Suriname.
Tot 1901 was Van Eeden directeur van dit museum, alsook van het eveneens daar gehuisveste Museum voor Kunstnijverheid. Het museum kreeg ruimtegebrek en er werd besloten om via de Vereeniging Koloniaal Instituut een nieuw gebouw op te zetten in Amsterdam.
De collectie werd in 1905 en 1913 overgedragen aan het Ethnographisch Museum Artis. Deze collecties vormden de grondslag van het in 1926 geopende Tropenmuseum in Amsterdam.

## Directeuren
- Frederik Willem van Eeden (1864-1901)
- Maurits Greshoff (1901-1909)

## Collectie

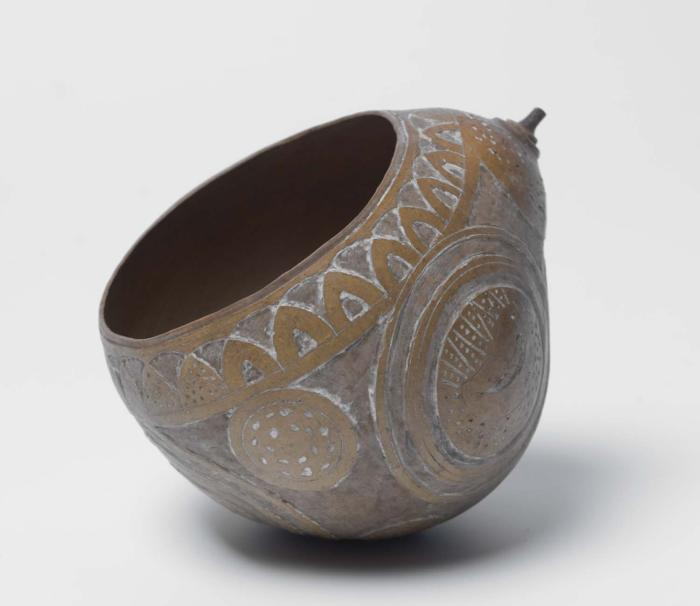
Besneden nap van kalebasschaal
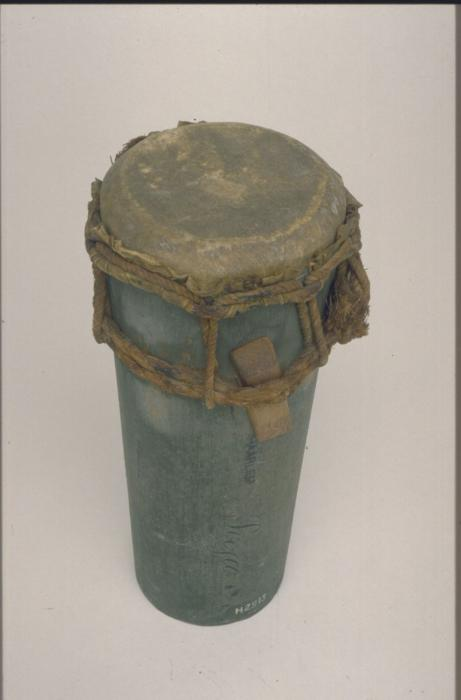
Schaalmodel van een enkelvellige conische trom
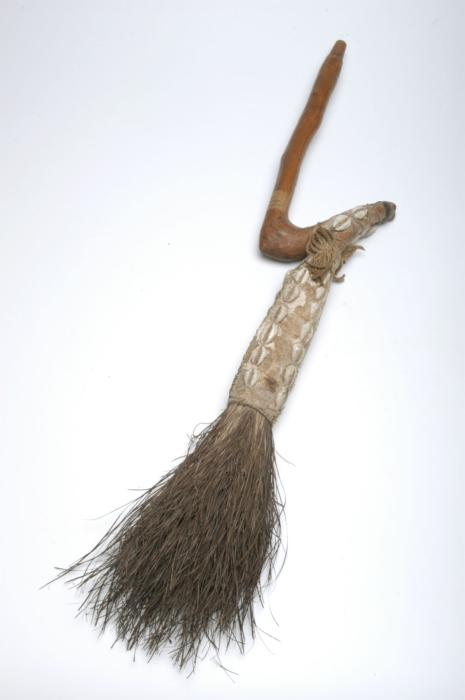
Magische bezem van medicijnman